# Tsutomu Isobe
Tsutomu Isobe (磯部 勉 Isobe Tsutomu?) es un seiyū y actor japonés nacido el 13 de octubre de 1950 en Tokio, Japón.

## Roles interpretados
Lista de los roles interpretados durante su carrera como seiyū.
Los personajes principales están en negrita.

### Anime
2000
- Saiyuki como Li Touten.

2003
- Gungrave como Harry MacDowel.

2004
- MONSTER como Inspector Lunge.

2005
- Tsubasa: RESERVoir CHRoNiCLE como Padre de Kurogane.

2006
- Black Lagoon como Dutch.
- Black Lagoon: The Second Barrage como Dutch.

2007
- Nagasarete Airantou como Padre de Ikuto.

2008
- One Outs como Hiromichi Kojima.

### OVA
- Black Lagoon: Roberta's Blood Trail como Dutch
- Mobile Suit Gundam MS IGLOO 2: Jūryoku Sensen como Herman Yandel (ep.2)

### Especiales
- Black Lagoon Omake como Dutch.

### Películas
- Cowboy Bebop: Knockin' on Heaven's Door como Vincent Volaju.
- JoJo's Bizarre Adventure: Phantom Blood como Jorge Joestar I.
- Magnetic Rose como Heinz.
- Naruto la película: ¡El rescate de la princesa de la nieve! como Dotou Kazehana.
- Utsunomiko como Hirotari Kantoku
- One Piece: Estampida como Douglas Bullet.

### Videojuegos
- Berserk ~Chapter of the Millenium Falcon - Record of the Holy Evil War~ como Skull Knight.
- Gungrave como Harry McDowell.

### Doblaje

#### Cine
- Dragonball Evolution como Kamesennin.
- Independence Day como David Levinson.

#### Series TV
- Seinfeld como Cosmo Kramer.